# Armando Evangelista
Armando Evangelista Macedo Freitas (Guimarães, Portugal, 3 de noviembre de 1973), más conocido como Armando Evangelista, es un exfutbolista y entrenador portugués. Actualmente dirige al Damac Club de la Liga Profesional Saudí.

## Trayectoria
En el verano de 2010, tres temporadas después de terminar su carrera profesional como jugador, Evangelista emprendió su carrera directiva al hacerse cargo de la categoría sub-19 del Vitória Sport Clube. Tras dos temporadas allí, partió para hacerse cargo del Futebol Clube de Vizela en la Tercera División de Portugal.
La estancia de Evangelista en el Vizela fue efímera, y en abril de 2013 regresó a Vitória para dirigir su filial en Segunda Liga hasta final de temporada. A pesar de obtener 9 puntos de 21 posibles, no pudo evitar el descenso a la tercera división.
Sin embargo, la estadía de Evangelista se prolongó y en la temporada 2013-14 llevó a los Conquistadores a un primer lugar y, por lo tanto, a la promoción de regreso a segunda división. La temporada siguiente, los llevó al noveno. Posteriormente fue nombrado entrenador del primer equipo en junio de 2015 tras la salida de Rui Vitória.
Después de solo cinco partidos de liga, una victoria y una derrota cada uno, y la eliminación de las eliminatorias de la UEFA Europa League por parte del SC Rheindorf Altach de Austria llevó a Evangelista a su destitución el 21 de septiembre. En mayo de 2016 sucedió a Nuno Capucho en el Varzim Sport Club en la segunda división, sin embargo se fue el 13 de octubre dejando al equipo en el puesto 12.
En septiembre de 2017, Evangelista regresó a la segunda division al lado del Futebol Clube Penafiel por el resto de la temporada. Luego fichó para la siguiente campaña, en la que llevó al equipo a octavos y luego se fue para ser reemplazado por Miguel Leal.
Evangelista volvió a trabajar el 5 de febrero de 2020, en la União Desportiva Vilafranquense, presidiendo solo cuatro partidos ya que la temporada se vio restringida debido a la pandemia de COVID-19 y luego rechazó un nuevo contrato.
El 15 de mayo de 2020 se mudó a al recién ascendido a la Segunda División Futebol Clube de Arouca. En su primera temporada, Arouca llegó tercero y luego derrotó al Rio Ave Futebol Clube en los play-offs para llegar a la Primeira Liga por primera vez desde 2017. Después de una victoria sobre el Moreirense Futebol Clube, el equipo llegó a las semifinales de la Copa de la Liga de Portugal por primera vez en la temporada 2022-23, donde perdieron 2-1 ante el Sporting de Lisboa.
El 9 de junio de 2023, se informó que Evangelista aceptó una oferta del Goiás Esporte Clube del Campeonato Brasileño de Serie A para convertirse en su nuevo entrenador.El 14 de noviembre fue despedido con el club en zona de descenso.
El 20 de marzo de 2024, fue oficializado como entrenador del Famalicão.Sin embargo, el 2 de diciembre, fue relevado de sus funciones después de un mal comienzo en la temporada.
En junio de 2025, asumió al frente del Damac Club.

## Clubes

### Como futbolista
| Año       | País     | Club       |
| --------- | -------- | ---------- |
| 1992–1994 | Portugal | Régua      |
| 1994–1996 | Portugal | Joane      |
| 1996–1999 | Portugal | Naval      |
| 1999–2000 | Portugal | Fafe       |
| 2000–2001 | Portugal | Espinho    |
| 2001–2003 | Portugal | Moreirense |
| 2003–2004 | Portugal | Lixa       |
| 2004–2007 | Portugal | Joane      |

### Como entrenador
| 2010–2012 | Portugal | Vitória Guimarães U19 | Vitória Guimarães U19 | Vitória Guimarães U19 |
| 2012–2013 | Portugal | Vizela                | Vizela                | Vizela                |
| 2013–2015 | Portugal | Vitória Guimarães B   | Vitória Guimarães B   | Vitória Guimarães B   |
| 2015      | Portugal | Vitória Guimarães     | Vitória Guimarães     | Vitória Guimarães     |
| 2016      | Portugal | Varzim                | Varzim                | Varzim                |
| 2017–2019 | Portugal | Penafiel              | Penafiel              | Penafiel              |
| 2020      | Portugal | Vilafranquense        | Vilafranquense        | Vilafranquense        |
| 2020–     | Portugal | Arouca                | Arouca                | Arouca                |